# Hormisciella atra
Hormisciella atra är en svampart som beskrevs av Bat. 1956. Hormisciella atra ingår i släktet Hormisciella och familjen Euantennariaceae.   Inga underarter finns listade i Catalogue of Life.